# Maiana
Maiana  je naseljeni koraljni otok u sastavu Kiribata.

## Zemljopis
Nalazi se u grupaciji Gilbertovih otoka, 28 km južno od Tarawe.

## Stanovništvo
Prema popisu stanovništva iz 2005. godine, na otoku je živjelo 1908 osoba (946 muškaraca i 962 žene) raspoređenih u 12 naselja: Tebikerai (75), Tekaranga (114), Tematantongo (148), Aobike (98), Tebanga (260), Temwangaua (111), Toora (107), Tebwangetua (112), Teitai (36), Tebiauea (183), Raweai (191) i Bubutei (473).
| broj stanovnika | 2141  | 2180  | 2184  | 2048  | 1908  |
|                 | 1985. | 1990. | 1995. | 2000. | 2005. |

## Vanjske poveznice
|  | Zajednički poslužitelj ima još gradiva o temi Maiana |